# Anthony Rolfe Johnson
Pour les articles homonymes, voir Anthony Johnson et Johnson.
Anthony Rolfe Johnson, né le 5 novembre 1940 à Tackley dans l'Oxfordshire et mort le 21 juillet 2010 à Londres,, est un chanteur d'opéra britannique (ténor).

## Biographie
Il joue ses premiers rôles dans le chœur et dans des petits rôles au festival de Glyndebourne entre 1972 et 1976. Ses débuts dans un grand rôle datent de 1973 (dans Iolanthe avec l'English Opera Group). Il a enregistré plusieurs oratorios de Haendel, tenu le rôle de l'évangéliste de la Passion selon saint Jean et de la Passion selon saint Matthieu de Bach. Il a également enregistré La Flûte enchantée, Idomeneo et La clemenza di Tito de Mozart, The Mikado de Gilbert et Sullivan, ainsi que Peter Grimes et Billy Budd de Britten.  En 1987, il enregistre L’Enfance du Christ de Berlioz sous la direction de John Eliot Gardiner.
Il a joué dans les principales maisons d'opéra telles que l'English National Opera, et le Royal Opera House de Londres, le Théâtre de la Monnaie de Bruxelles, la Scala de Milan, le Metropolitan Opera de New York et le Palais Garnier de Paris, ainsi qu'aux Festivals d'Aix-en-Provence et de Glyndebourne.
Il fut également, avec Felicity Lott et Ann Murray, un des membres fondateurs du groupe Songmakers' Almanach initié par le pianiste Graham Johnson à Londres, qui se produit régulièrement entre autres au Wigmore Hall, célèbre maison de concerts de cette ville dans le répertoire de récital (lieder, mélodies).
Il a été fait CBE en 1992.